# Christiane Bergmann
Christiane Bergmann (* 1966 in Bremerhaven) war von 2011 bis 2017 Polizeipräsidentin der Polizeidirektion Sachsen-Anhalt Süd.

## Leben
Christiane Bergmann wuchs im niedersächsischen Steinau auf und machte 1985 das Abitur am Gymnasium in Otterndorf. Sie studierte von 1985 bis 1990 Rechtswissenschaften an der Universität Osnabrück und absolvierte ab 1991 ihr Referendariat beim Oberlandesgericht Oldenburg. Ihre juristische Ausbildung schloss sie 1993 mit dem zweiten juristischen Staatsexamen ab.
1994 trat sie als Dezernentin im damaligen Regierungspräsidium Magdeburg in den Landesdienst von Sachsen-Anhalt ein. Ab 1996 war sie Referentin in der Polizeiabteilung des Ministeriums des Innern Sachsen-Anhalt in den Aufgabengebieten Recht der Polizei sowie Personal und Dienstrecht der Polizei.
Von November 2005 bis Juni 2007 war Bergmann Polizeipräsidentin in Halberstadt (damals noch als Christiane Marschalk), von Januar 2008 bis Juli 2009 Verwaltungschefin in der Polizeidirektion Sachsen-Anhalt Süd, dann Rektorin der Fachhochschule Polizei Sachsen-Anhalt in Aschersleben. Sie trat 2011 als Polizeipräsidentin in Halle (Saale) die Nachfolge des mit 65 Jahren in den Ruhestand verabschiedeten Walter Schumann an. Im April 2017 wurde sie als Referatsleiterin „Polizei“ in das Innenministerium nach Magdeburg versetzt. Ihre Aufgaben in Halle übernahm ihr bisheriger Stellvertreter Mario Schwan. Bergmann arbeitet derzeit (Stand Januar 2021) als Abteilungsleiterin Öffentliche Ordnung und Sicherheit (Abteilung 2) im Ministerium für Inneres und Sport des Landes Sachsen-Anhalt.

## Kritik
In der Dienstzeit und dem Verantwortungsbereich von Christiane Bergmann, ereigneten sich immer wieder Skandale, die im Zusammenhang mit Hasskriminalität standen und von Bergmann nicht verhindert werden konnten.
Bereits 2007, Bergmann war Polizeipräsidentin in Halberstadt, versagte die dortige Polizei bei der Bearbeitung eines rechtsgerichteten Angriffs auf Theaterschauspieler in Halberstadt. Die Polizeibeamten seien überfordert gewesen. Schon damals erhob der Zentralrat der Juden Vorwürfe, die Polizei Sachsen-Anhalt habe ein strukturelles Problem bei der Bearbeitung derartiger Vorfälle.
2016, Bergmann war Polizeipräsidentin der Polizeidirektion Sachsen-Anhalt Süd, ereignete sich ein als Korruption bezeichnetes Vorgehen. Dabei wurden hochrangige Polizeibeamte, teilweise unter direkter Personalführung Bergmanns, durch den Chef der Stadtwerke Zeitz zu Reisen eingeladen, die nach Aufdeckung im Zentrum von Ermittlungen der Staatsanwaltschaft zu möglichen Straftaten im Zusammenhang mit Vorteilnahmen standen. Bergmann erfuhr durch Presseberichte vom Verhalten der ihr direkt unterstellten Mitarbeiter.
2019, Bergmann war Abteilungsleiterin für Ordnung und Sicherheit im Ministerium für Inneres und Sport des Landes Sachsen-Anhalt, ereignete sich ein Anschlag auf die jüdische Synagoge in Halle. Im Gerichtsprozess gegen den Attentäter zeigten sich wiederum schwere Versäumnisse der Landespolizei Sachsen-Anhalt, wobei Bergmann in diesem Fall als Abteilungsleiterin die strategische Verantwortung für die Ausrichtung der Landespolizei trug. Es wurde bekannt, dass Schutzmaßnahmen der jüdischen Gemeinde mit Verweis auf einen angeblich fehlenden Staatsvertrag, abgelehnt wurden und dass das Nichterkennen der Gefahrenlage systematisch sei.
2020 wurden antisemitische Vorfälle in der Landesbereitschaftspolizei Sachsen-Anhalt bekannt. Diese wurden später als strukturell bezeichnet. Bergmann war als Abteilungsleiterin für die strukturellen Umstände der Landespolizei Sachsen-Anhalt verantwortlich. Weitere Vorwürfe wurden gegen einen leitenden Polizeibeamten der Polizeiinspektion Stendal erhoben.
Im Februar 2021 wurde bekannt, dass Bergmann als Abteilungsleiterin 2 im Ministerium für Inneres und Sport unterstehende 300 Polizeibeamte in Stendal entgegen der gültigen Impfreihenfolge vorzeitig geimpft wurden. Diese Vorgänge bezeichnete der Ministerpräsident Sachsen-Anhalts als prüfwürdig. Die Sozialministerin Grimm-Benne kündigte an, hart durchgreifen zu wollen und zeigte sich laut Presseberichten verärgert über diese Bevorzugung, die von Bergmann nicht verhindert werden konnte.
Eine schwerwiegende Panne ereignete sich im Landeskriminalamt Sachsen-Anhalt, welches ebenfalls der Aufsicht der Abteilung 2, der Bergmann vorsteht, unterliegt. Laut Presseberichten wurden 42000 Datensätze in polizeilichen Datenbanken gelöscht, was wiederholt als Panne und damit, auch vom Innenminister, als Fehler bezeichnet wurde. Demnach versagte auch hier die Dienstaufsicht, auf die Bergmann Kontrolle ausübt.